# Songs & Daughters
Songs & Daughters ist das dritte Studioalbum der österreichischen Rockband Mondscheiner. Es erschien am 23. Jänner 2009 bei Sony Music.
Der Longplayer wurde erstmals beim Label Columbia Records veröffentlicht, nachdem das erste Album bei GAB Music und das zweite bei Ariola erschienen war.
Stilistisch erinnert Songs & Daughters an das erste Mondscheiner-Album La belle captive (2004). Laut einer Kritik der Wiener Stadtzeitung Falter ist das Album stärker von der Rockmusik beeinflusst als der Vorgänger.

## Hintergrund
Anfang 2008 präsentierte die Band erstmals neue Titel auf einem Konzert im Wiener Reigen. Darauf wurde die Produktion eines neuen Albums bekannt gegeben. Diese wurde ausschließlich von der Band getragen, die Plattenfirma war an dieser kaum beteiligt. Im Sommer 2008 wurde das Album in einem Vierkanthof im Mostviertel aufgenommen. Kurz zuvor stieß Andreas Hamza als neuer Gitarrist zur Band. Bei der Benefiz-Veranstaltung atemberaubend08 präsentierte die Gruppe mit Schiffkowitz den neuen Titel Unsere Straße. Laut Band-Website plante man, das Album im Herbst 2008 zu veröffentlichen, dies wurde allerdings von der Plattenfirma abgelehnt.
Bereits in den Vorberichten zum Album sprach man von einer Rückkehr zum alten Stil, nachdem der Vorgänger Diese Stadt deutlich kommerzieller ausgerichtet gewesen war.
Außerdem wurde untersagt, neue Titel auf den Konzerten zu spielen, bis das Album erschienen ist. Als Vorbote zum Album erschien am 9. Jänner 2009 die Single The Silence.

## Titelliste
1. Über all der Dunkelheit
2. Michael Stipe
3. Mit Hilfe der Nacht
4. The Silence
5. Ich sehe das Licht
6. Paranoid
7. Die glücklichen Verlierer
8. In meinen Lieblingsschuhen
9. Mein Geheimnis
10. Nachtigall
11. Geschichten aus der Realität
12. Du fehlst
13. Das Leben mit dir
14. Unsere Straße
15. Wir sind Helden

## Rezeption
Das Album wurde von Musikkritikern deutlich besser wahrgenommen als zuvor Diese Stadt. So lobt das Musik-Magazin now-on die nicht-kommerzielle Ausrichtung des Albums:

„Sie denken nun nicht mehr an potenzielle Verkaufszahlen, kümmern sich lieber wieder verstärkt um ihre Idee von nachdenklichem, selbstreflexivem Pop, mit der sie einst angetreten waren. So haben sie erklärt, Songs & Daughters in erster Linie für sich selbst aufgenommen zu haben.“

Außerdem äußerte sich die Wochenzeitung Falter positiv zur Produktion:

„Die Plattenfirma blieb diesmal von der Studioarbeit ausgesperrt (‚ein enormer Kampf‘, sagt Schlagzeuger July Skone), was der Produktion hörbar guttat. In 14 poetischen Liedern zwischen forciertem Rock, kontrollierter Weltumarmung, gefälligem Pop und Pianoballade erweisen sich Mondscheiner als eine sehr hörenswerte Band, die genau weiß, dass Selbstreflexion und Selbstsicherheit kein Widerspruch sein müssen.“